# المؤسسة العامة للإنتاج التلفزيوني والإذاعي
المؤسسة العامة للإنتاج التلفزيوني والإذاعي (بالإنجليزية: G.E for Television & Radio Production)‏ هي مؤسسة عامة سوريّة، استُحدثت عام 2010 بهدف إنتاج الأعمال الفنية التلفزيونية والإذاعية. تعاقب على إدارتها المخرج السوري فراس دهني (2010 - 2011) والإعلامية السورية ديانا جبور (2011 - 2014).

## التأسيس
أحدثت المؤسسة بموجب القانون رقم "16" للعام 2010 الذي نص على إحداث مؤسسة عامة ذات طابع اقتصادي، تسمى «المؤسسة العامة للإنتاج التلفزيوني والإذاعي» ترتبط بوزير الإعلام، وتتمتع بالشخصية الاعتبارية والاستقلال المالي والإداري، ويكون مركزها في مدينة دمشق. وحلت هذه المؤسسة بديلاً للمديرية العامة للإنتاج التلفزيوني التابعة – سابقاً- للهيئة العامة للإذاعة والتلفزيون، وتهدف من خلال ما تنتجه من أعمال فنية إلى تحقيق ما يلي:
1. الارتقاء بمستوى الإنتاج الفني وسبل تحويل الدراما السورية إلى صناعة دائمة التطور.
2. المساهمة في إحياء التراث العربي الأدبي والعلمي والفني وتوظيفه فنيا بما يخدم القضايا القومية والإنسانية.
3. تشجيع المواهب الفنية الابداعية في مجال الدراما ورعايتها والاستفادة منها.
4. المساهمة مع شركات القطاع الخاص ذات الاهتمام المشترك بإبراز صورة سورية الحضارية على المستويين العربي والعالمي.

## الأعمال التي أنتجتها

### في التلفزيون
- الفيلم التلفزيوني «طعم الليمون» عن فكرة لحاتم علي وسيناريو رافي وهبي، إخراج نضال سيجري، تعاون فني الليث حجو، بطولة: أمل عرفة، حسن عويتي، عبد الرحمن أبو القاسم، خالد القيش، جمال العلي.
- مسلسل «سوق الورق»: تأليف آراء الجرماني، إخراج أحمد إبراهيم أحمد، بطولة: سلوم حداد، باسل خياط، مرح جبر، مكسيم خليل.
- مسلسل «ملح الحياة»: تأليف حسن.م. يوسف، إخراج أيمن زيدان، بطولة: سلوم حداد، ريم علي، سوسن أرشيد، عامر العلي، جابر جوخدار.
- مسلسل «فوق السقف»: ثلاثين حلقة منفصلة، تأليف مجموعة من الكتاب السوريين من بينهم: مازن طه، كوليت بهنا، وعدنان زراعي وآخرين، إخراج سامر برقاوي.
- السلسلة التلفزيونية السياسية الساخرة «هات من الآخر» للكاتب محمود عبد الكريم، بطولة أندريه اسكاف ومحمد حداقي، في ثلاثين حلقة مدة كلٍ منها ثلاث دقائق.
- مسلسل«المفتاح»: تأليف خالد خليفة، إخراج هشام شربتجي، بطولة: باسم ياخور، أمل عرفة، سلمى المصري، شكران مرتجى، ديمة الجندي، أحمد الأحمد، ديمة قندلفت، وآخرين.. ويتحدث العمل في ثلاثين حلقة عن الفساد وانعكاساته على شرائح المجتمع السوري المختلفة، وكيف يسعى البعض إلى استغلال القوانين، وتسخيرها لمصلحته على حساب الآخرين دون أدنى اعتبار للهدف الأخلاقي والقيمي للقانون.
- مسلسل «المصابيح الزرق»: عن رواية للأديب السوري الكبير حنّا مينه، سيناريو وحوار محمود عبد الكريم، إخراج فهد ميري، بطولة: سلاف فواخرجي، غسان مسعود، ضحى الدبس، أسعد فضة، رنا جمول، محمد الأحمد، زهير رمضان، سعد مينه، وآخرين، ويضيئ العمل في ثلاثين حلقة على بيئة الساحل السوري في الأربعينيات من القرن الماضي، وانعكاسات الحرب العالمية الثانية، والاحتلال الفرنسي على المجتمع السوري.
- مسلسل «أرواح عارية»: من تأليف فادي قوشقجي، وإخراج الليث حجو بتعاونٍ فني مع نضال سيجري، ويقوم العمل على فضح الثنائيات الحارسة لمنظومة القيم التقليدية، والمعيقة أحياناً لتطور المجتمع وهي: (الشك/ الثقة، الأخلاق/ الفساد، المظهر/ المخبر، الحرية/ الاستعباد، الرجل المتسلط/ المرأة الضحية).
- سلسلة «حصان طروادة»: بجزأين (60 حلقة مدة كلٍ منها من 2 إلى أربع دقائق) لمجموعة من الكتاب، وبطولة فنانين سوريين شباب، وإخراج أسامة الحمد، وتلقي السلسلة الضوء على المواقف السياسية من الأحداث الجارية، ويتم فيها رصد المتغيرات السياسية وفق رؤيا فنية جديدة.
- حدث في دمشق، إخراج: باسل الخطيب
- وطن حاف، إخراج: محمد فردوس أتاسي، ومهند قطيش
- تحت سماء الوطن، إخراج: نجدت أنزور
- حائرات، إخراج: سمير حسين
- حارس القدس، إخراج باسل الخطيب

### في السينما
نخاع- فيلم قصير، إخراج يزن السيد
مشروع أفلام سينمائية قصيرة وقدمت من خلاله المؤسسة منح إنتاجية لعدد من المخرجين الشباب:
فيلم «رياح كانون المبكرة»، إخراج أحمد الخضر.
فيلم «29 شباط»، إخراج المهند كلثوم.
فيلم «جدارية الحب»، إخراج أوس محمد.
فيلم "switch off"، إخراج طارق مصطفى.
فيلم «دون عنوان»، إخراج أحمد سويداني.

## وصلات خارجية
- صفحة الفيسبوك
- موقع المؤسسة
- قناة اليوتيوب